# Aśvamedha

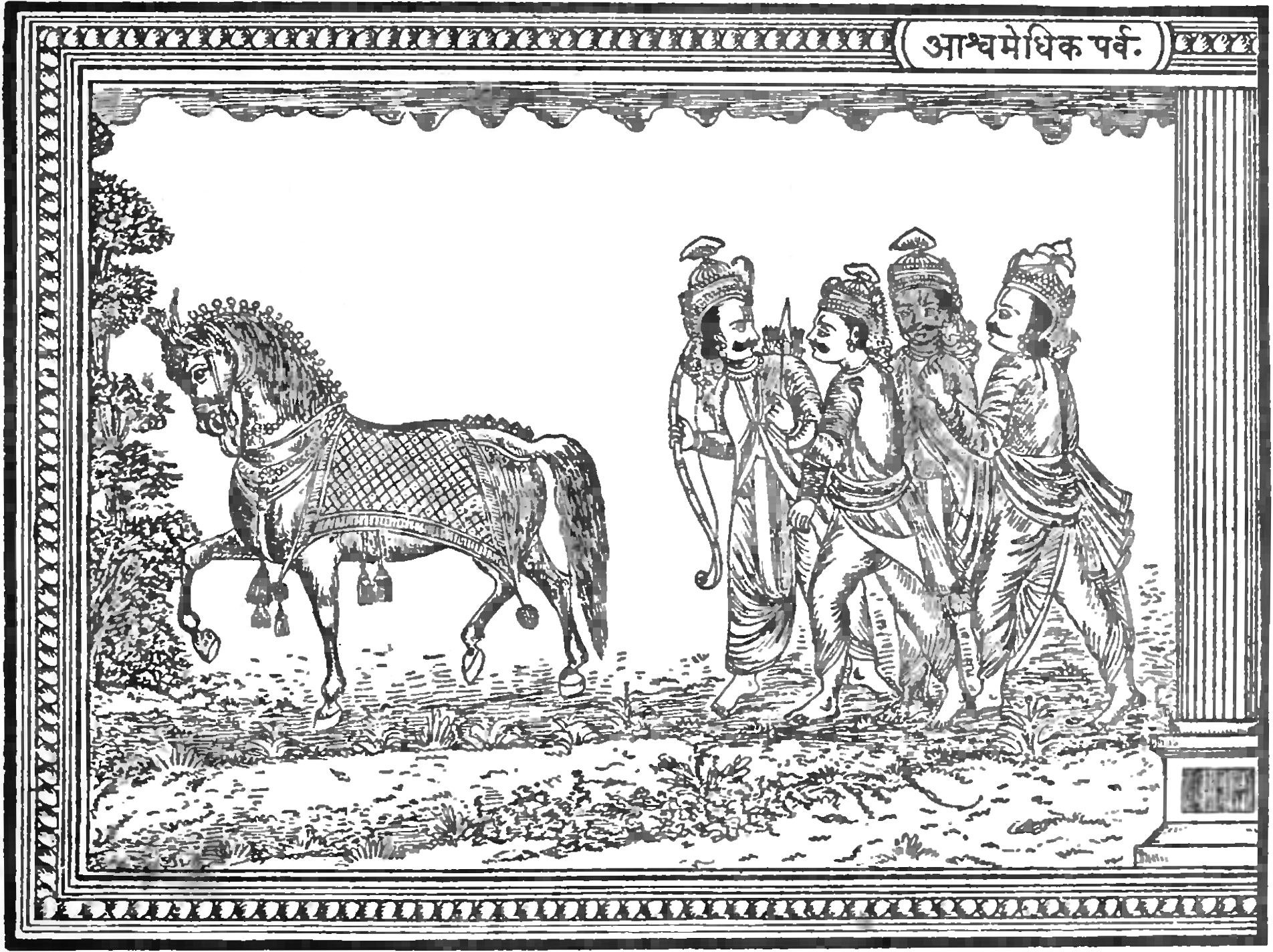
Raffigurazione dell'asvamedha in History of India (1906)

Lo Aśvamedha (devanāgarī: अश्वमेध; lett. "il cavallo come oblazione") fu uno dei riti più importanti della Religione vedica avente lo scopo di delimitare i confini di un regno.
Riportato già nel  Ṛgveda (I,162 e I,163), è descritto in dettaglio nello Śatapatha Brāhmaṇa (XIII) e in altri testi recenziori, poteva essere celebrato solo da un re.
Questo rito sacrificale ha origini antichissime e appartiene alla cultura indoeuropea, conservando dei paralleli in Iran, a Roma e in Irlanda.
Scopo del rito, di natura cosmogonica, è quello di fondare la supremazia di un re (rājan), il re che compie il sacrificio, sugli altri condottieri.

## Le fonti
La fonte letteraria più antica è costituita dagli inni rigvedici I.163 e I.164. Passando ai brāhmana la fonte più copiosa è senza dubbio lo Śatapathabrāhmaṇa (XIII); l’aśvamedha è poi esposto anche dal Taittirīyabrāhmaṇa (VIII e IX prapāṭhaka del III kāṇda). Anche le upaniṣad contengono richiami all’aśvamedha ed è noto l’incipit della Bṛhadāraṇyakopaniṣad (I.1) sull’interpretazione cosmologica del sacrificio equino. Gli śrautasūtra del Ṛgveda che trattano dell’aśvamedha sono l’Āśvalāyana (X) e lo Śāṅkhāyana (XI-XII). Il primo testo colloca l’aśvamedha tra gli ahīna, i sacrifici somici che durano da dodici giorni a un anno, mentre il secondo lo inserisce contemporaneamente tra gli ahīna e i sattra, cioè i grandi complessi sacrificali della durata di un anno o più. Per quanto riguarda la letteratura degli śrautasūtra afferenti allo Yajurveda, l’aśvamedha viene esaminato nel Baudhāyana (XV), nell’Āpastamba (XX), nel Vārāha (IV adhyāya, III vājapeyādikam), nel Kātyāyana (XX), nel Mānava (IX.2), nel Vādhūla (nove anuvāka, XI adhyāya), nel Satyāṣāḍha-Hiraṇyakeśisūtra (XIV); vi sono testimonianze che pure il Bhāradvāja contenesse parti relative al sacrificio del cavallo. Anche il Sāmaveda ha propri śrautasūtra che comprendono sezioni dedicate al sacrificio equino: l’Ārṣeyakalpa (VI-VIII), il Lāṭyāyana (III-IV; IX) e il Drāhyāyaṇa (XXVII paṭala). Il Vaitāna Sūtra (VII.36.14-37.9) è invece l’unico testo appartenente all’Atharvaveda che tratta l’aśvamedha. La letteratura epica e puranica offre diverse citazioni dell’aśvamedha: nel Mahābhārata si ricorda l’aśvamedha di Yudhiṣṭhira celebrato al termine del conflitto (XIV.2-3), mentre nel Rāmāyaṇa vi sono ben tre sacrifici del cavallo, quello di Daśaratha (I.11-15), quello di Sagara (I.38-42) e quello di Rāma alla fine del poema (VII.82-89), quest’ultimo contenuto anche nell’Ānandarāmāyaṇa (III). Nello Skandapurāṇa è il re Indrayumna a eseguire un aśvamedha (Vaiṣṇava II.14-19), mentre il Pātalakhaṇḍa del Padmapurāṇa (Pātāla 1-68) riporta una serie di avventure connesse proprio all’aśvamedha di Rāma; la Gargasaṃhitā dedica un intero khaṇḍa all’aśvamedha (X), mentre l’aśvamedha di Vasudeva è descritto nell’Harivaṃśa (II.83).
Caso particolare è quello di un poema risalente a epoche più recenti: l’Īśvaravilāsamahākāvya (IV-V) racconta dell’aśvamedha celebrato da Savāī Jaysiṃh II di Jaipur nel XVIII sec. Questo testo è in qualche modo paradigmatico perché, pur pretendendo di esporre fatti reali, è un’opera assolutamente letteraria e non conferma la storicità dell’aśvamedha di Jaysiṃh II.Una serie di sacrifici del cavallo sono citati o presentati nel Bhāgavatapurāṇa: tre sono celebrati da Yudhiṣṭhira (I.8.6; I.10.2; I.12.34), un centinaio da Bali (VIII.15.34), alcuni alla presenza di Vasiṣṭha e Gautama (IX.4.22), tre vengono eseguiti da Parīkṣit (I.16.3) e uno dal popolo degli Aṅga allorché gli dei non rispondono alle invocazioni (IV.13.25); infine cento sacrifici sono compiuti da Pṛthu (IV.16.24; IV.19.1) e uno da Indra (IV.13.18-20). In diversi purāṇa sono poi inserite vicende collegate alla celebrazione di un aśvamedha: nel Brahmapurāṇa (II.30.10; II.31.67; II.34.24; III.5.7; III.7.268; III.11.13-16; III.64.17; III.68.26; III.70.24 e 27; III.71.119; III.72.28; IV.12.31), nel Vāyupurāṇa (XX.16; XXX.291; XXXII.52; L.221; LVII.52; LX.23; LXVII.50; LVII.53-8; LXXII.66; LXXV.60 e 75; XCIX.456; CIV.84; CV.10.32; CXI.17.51; CXII.31-2.), nel Viṣṇūpurāṇa (IV.1.56; VI.8.28 e 34) e nel Matsyapurāṇa (XII.10; XXII.6; XXVIII.6; LIII.15; LVIII.54; CVI.29; CXLIII.6-26; CXLIV.43; CLXXXIII.71 e 80).

## Preparazione del sacrificio
Questo importante rito vedico consiste nello scegliere uno stallone, che impersona il Sole e la Potenza (Kṣatra), a cui viene fatto bere il Soma e quindi lasciato libero per un anno, ma circondato da una mandria di cento cavalli castrati e scortato da quattrocento giovani guerrieri i quali devono proteggerlo e accertarsi che la vittima designata non si accoppi con qualche giumenta (impedendogli quindi che disperda la propria "potenza virile", il proprio "splendore", ojas) o si bagni in acque impure o ancora si muova all'indietro.
L'avvio del rito consiste nel re sacrificante che sussurra nell'orecchio destro dello stallone prescelto dei mantra inerenti alla sua nuova condizione di "campione". Il destriero viene quindi lasciato libero.
Il re sacrificante non segue direttamente questa seconda fase del rito, rimanendo nella sua residenza ove apporta i necessari sacrifici e le necessarie recitazioni, il suo ruolo è tuttavia rappresentato da un adhvaryu (l'officiante dello adhvara, nonché colui che recita le formule dello Yajurveda) in qualità di re-putativo, il quale segue lo stallone durante il suo peregrinare, allestendo i doverosi riti.
Qualora tali condizioni vengano rispettate, e i rājan dei territori attraversati dal destriero non siano riusciti, o non abbiano voluto, con i propri guerrieri, catturare o uccidere lo stallone, questi re confinanti si sottomettono al re sacrificante.
Ottenuto ciò, il cavallo viene sacrificato affinché gli dèi proteggano i nuovi confini del regno, apportandovi ricchezze e benessere.

## Il sacrificio del cavallo
L’Aśvamedha è un triratra, cioè un sacrificio di tre giorni, ma le cerimonie preparatorie durano un anno. Occorre poi considerare i dodici giorni di diksa (iniziazione) e i dodici giorni di upasad (omaggio) che precedono i tre giorni del sacrificio vero e proprio.
L’asvamedha si celebra in primavera o in estate: per alcuni si inizia l’ottavo o il nono giorno della quindicina chiara del mese jyaistha (maggio-giugno) oppure del mese di asadha (giugno-luglio), per altri invece l’asvamedha inizia a primavera, l’ottavo o il nono giorno del mese phalguna (febbraio-marzo). L’Apastambasrautasutra afferma che il sacrificio deve compiersi quando la luna è in congiunzione con la stella citra: è nel giorno di luna piena del mese caitra (marzo-aprile) che il sacrificante comincia ad offrire le oblazioni.La stessa indicazione è contenuta nel Baudhayanasrautasutra.

Il primo giorno si erige la mahāvedi, il grande altare destinato ai sacrifici degli animali (paśubandha), nel mentre si sacrificano vari animali e si provvede all'avvio della spremitura del soma: 
In particolare la zona sacrificale deve essere grande due o tre volte rispetto all’area per un normale sacrificio del soma o per una forma normale dell’agnicayana. È importante che a est del luogo del sacrificio vi sia una fonte d’acqua. 
I quattro spazi della mahāvedi vengono assegnati ai quattro principali sacerdoti, unitamente alle quattro mogli del re sacrificante: 
- al brāhmaṇa (il recitatore dello Atharvaveda nonché soprintendente all'intero rito) si accompagna la regina consacrata, la mahīṣi;
- allo hotṛ (il recitatore del Ṛgveda) si accompagna la vāvātā, la "favorita" del re;
- allo udgātṛ (il cantore del Sāmaveda) si accompagna la parivṛkti, la "sfavorita", colei che non ha figli;
- allo  adhvaryu (il mormoratore dello Yajurveda) si accompagna la pālāgalī, la moglie di "bassa nascita".

Il secondo giorno, il più importante dell'intero rito, lo stallone viene dedicato a Prajāpati unitamente ad altri due animali: una capra priva di corna e un gomṛga (gayal, bos frontalis).
Lo stallone viene quindi legato al palo centrale (yūpa) dell'area sacrificale. Centinaia di animali di diverse specie, addomesticate e selvatiche, lo circondano legati ad altri pali. A questo punto le tre mogli principali si fanno avanti, unitamente al loro seguito, lavando e ornando lo stallone, spalmandolo di ghṛta.
Il re sacrificante in armi monta il cavallo, recitando le lodi agli antenati, alle armi, ai cavalli. 

Lo  agnīdhra, il sacerdote rappresentante di Agni che nella sua qualifica di agnīdh ha acceso il fuoco sacrificale, si avvicina al cavallo portando tale fuoco in una grande coppa, girando quindi intorno al destriero e agli altri animali. Gli animali selvatici vengono a questo punto liberati unitamente a quattro cavalle e a quattro capre prescelte. Restano legati ai pali sacrificali solo gli animali addomesticati.
Quindi lo stallone, la capra senza corna e il gomṛga vengono uccisi per mezzo del soffocamento: il primo mediante un telo di lino, gli altri due vengono invece strangolati con delle corde.
A questo punto si forma un corteo sacro composto da sacerdoti, dalla mahīṣi, accompagnata da cento principesse, quindi dalla vāvātā, con al seguito cento giovani donne di famiglia kṣatriya, dalla parivṛkti, accompagnata da cento figlie dei capi villaggio, e infine dalla pālāgalī, con cento figlie di kṣattṛ (servitori), più una vergine.
Tale corteo compie per nove volte la circumambulazione dello stallone. Le donne, principesche, sventagliano le vesti e si battono le cosce, invocando Indra. Il numero nove simboleggia i tre mondi (Terra, Spazio e Cielo), le sei stagioni dell'anno degli hindū (le Ṛtu, le divinità stagionali: primavera, estate, piogge, autunno, inverno e frescura) e i nove soffi vitali che muovono il corpo.
Tutte le mogli, tranne la mahīṣi, si siedono intorno al corpo del destriero, quindi lo  adhvaryu accompagna quest'ultima verso lo stallone avvicinando il pene dell'animale alla vagina della regina consacrata. Nel mentre ciò accade, vengono profferiti mantra osceni tra le donne e i sacerdoti. Tale oscenità, impensabile nella puritana cultura vedica, viene successivamente sanata con una recitazione collettiva allo stallone Dadhikrāvan, al Sole albeggiante, quindi a forma di ferro di cavallo.
Lo scopo di questa "ierogamia" è quello di incanalare la potenza (lo ojas) del sacro stallone che per un anno non si è accoppiato, come il re sacrificante che è rimasto casto dormendo per un anno intero tra le braccia della vāvātā, nel ventre della regina consacrata, così che in futuro ella possa generare un figlio ricco di potenza divina.

## La divisione del corpo sacrificale del cavallo
Le tre regine si apprestano quindi a cucire con oro e argento delle linee sul corpo dello stallone per marcare le linee della corretta sua macellazione. Stesso rito compiono sul corpo della capra e del gomṛga. Estratti gli omenti, il re sacrificatore taglia anche l'orecchio destro, lì dove aveva sussurrato il mantra al destriero.
Gli omenti vengono quindi cotti e distribuiti, insieme alle carni delle altre vittime. Il sangue viene raccolto insieme alla zampa anteriore destra.
Il re sacrificante siede quindi sul trono, questo ricoperto da una pelle di tigre, e viene asperso con dell'acqua mentre si recita il Puruṣasūkta (Ṛgveda X,90).
A questo punto lo adhvaryu prende le parti sezionate del cavallo e degli altri due animali principali, ricomponendole per terra ponendo la testa della capra verso Ovest, mentre quella dello stallone e del gomṛga viene collocata ad Est.